# Margaret Collins
Margaret Collins   (Institute, 4 de setembre de 1922 - Illes Caiman, 27 d'abril de 1996) va ser una nena prodigi afroamericana, entomòloga (zoòloga) especialitzada en l'estudi de tèrmits i defensora dels drets civils. Collins va ser sobrenomenada la "Dama termita" a causa de la seva extensa investigació sobre tèrmits. Juntament amb David Nickle, Collins va identificar una nova espècie de tèrmits anomenada Neotermes Lyukxi. Quan Collins va obtenir el seu doctorat, es va convertir en la primera dona entomòleg afroamericana i la tercera zoòloga afroamericana.

## Biografia
Collins va néixer el 1922 a l'Institut, Virgínia Occidental. Va començar la universitat als catorze anys i es va graduar amb una llicenciatura en biologia a la Universitat Estatal de West Virginia el 1943. El seu títol de Doctor en Filosofia va ser atorgat per la Universitat de Chicago el 1950, convertint-se en només la tercera dona zoòloga negra del país. El seu mentor va ser Alfred E. Emerson. La seva tesi va ser Diferència en la tolerancia a l'assecatge entre espècies de tèrmits (Reticulitermes), amb un article basat en aquest treball a Ecology, la revista de la Societat Ecològica d'Amèrica.
Va estudiar biologia i, malgrat les dificultats racials i de gènere, va aconseguir doctorar-se com a zoòloga el 1950 amb una tesi sobre les diferències de tolerància de l'assecat entre espècies de tèrmits.
Durant trenta anys es va dedicar a impartir classes en diferents universitats, i també va dur a terme recerca al Museu Nacional d'Història Natural de l'Institut Smithsonian. Va ser la primera entomòloga afroamericana.
Juntament amb David Nickle, va descobrir una nova espècie de tèrmet, el Neotermes Lyukxi. Va desenvolupar un extens treball de camp per l'Amèrica del Nord i el Carib, en especial en insectes de Florida i Guyana.